# Вільгельм III (король Сицилії)
Вільгельм III (*Guglielmo III бл. 1186 — бл. 1198) — король Сицилії з лютого до жовтня 1194 року.

## Життєпис
Походив з династії Отвілів. Син Танкреда I, короля Сицилії, та Сибілли де Ачерра. Став спадкоємцем після смерті старшого брата Рожера. У лютому 1194 року, після смерті батька, короновано на короля. Втім фактична влада була у регентки-матері. Новому королю надано підтримку папою римським Целестином III.
Навесні 1194 р німецький імператор Генріх VI, що був одружений з Констанцією, стрийною батька Вільгельма III, вдруге виступив у похід на Південну Італію. Його просування супроводжувалося успіхом внаслідок нездатності регентки організувати спротив. Імператор без бою опанував Апулією, висадився в Мессіні і, подолавши лише незначний опір, зайняв Палермо.
Після цього в листопаді королева Сибілла відреклася за свого сина від усіх претензій на Сицилійське королівство. Вільгельм III зберіг за собою спадкове графство Лечче, до нього отримав князівство Тарентське. Але вже на Різдво Генріх VI велів взяти Сибіллу і її сина під варту, виправдовуючи себе тим, що розкрив змову. Незабаром Вільгельма було засліплено, кастровано і запроторено в підземелля замку Емс в Форарльбергу. Через кілька років жалюгідного життя він там помер.